# Codros

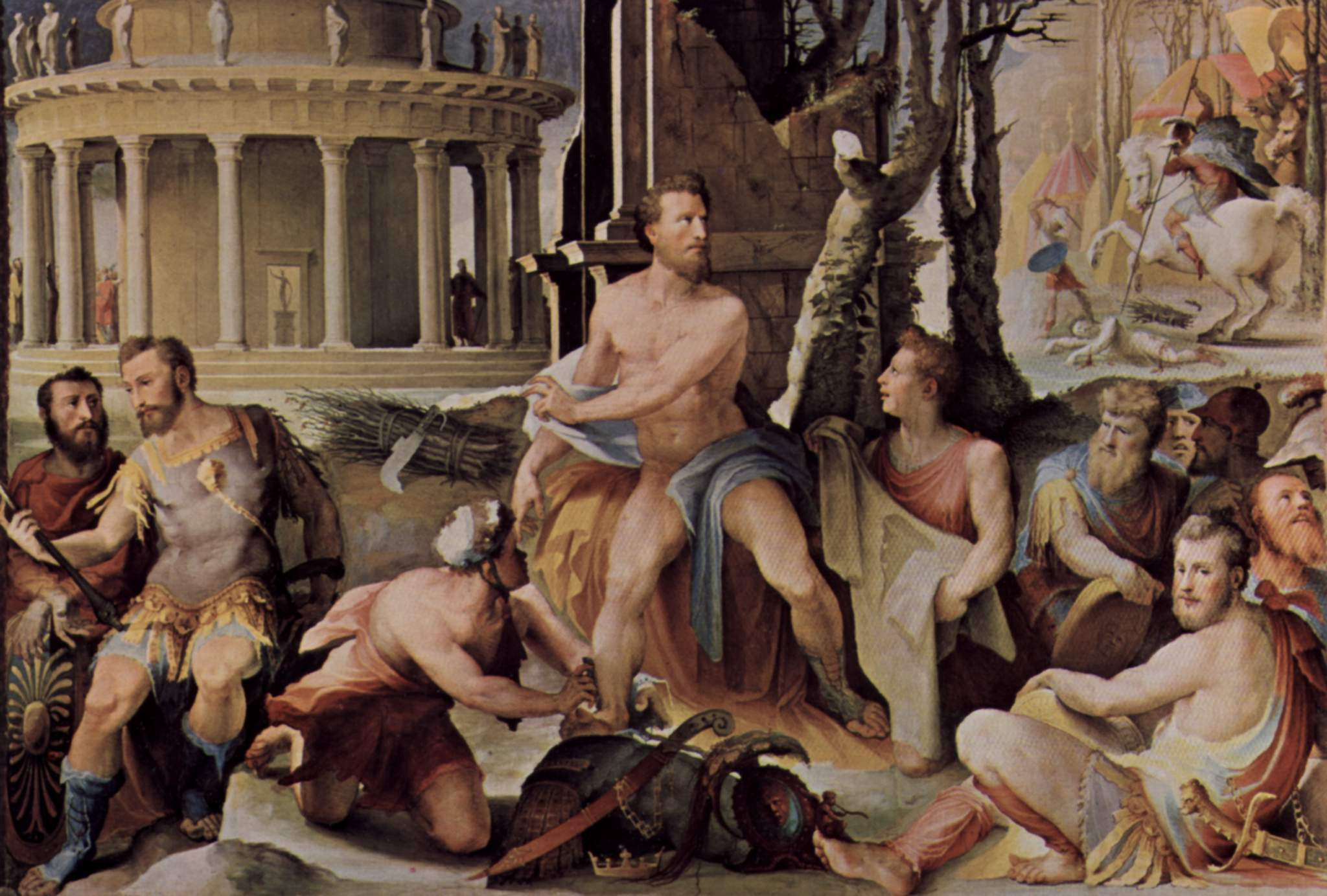
Domenico Beccafumi, Le Sacrifice de Codros, roi d'Athènes, 1529-1535, Palazzo Pubblico (Sienne)

Dans la mythologie grecque, Codros (en grec ancien Κόδρος / Kódros), fils de Mélanthos, est le dix-septième et dernier roi d'Athènes qui commença à régner l'an 1116 av. J. C..
Il eut de nombreux fils, qui entreprirent de coloniser la région ionienne : Nélée (Milet), Androclos (Éphèse), Prométhos et Damasichthon (Colophon), Cyarétos (Myonte), etc.
Ayant appris d'un oracle que dans la guerre faite par les Doriens aux Athéniens, l'avantage resterait à celui des deux peuples dont le chef serait tué, il se dévoua volontairement pour les siens, en se jetant au milieu de la mêlée. Le règne de Codros fut de 21 ans.
Après sa mort, les Athéniens jugèrent à propos pour honorer sa mémoire, de ne plus souffrir de rois et créèrent des Magistrats qu'ils appelèrent archontes. Son fils Médon fut élu pour lui succéder en tant qu'« archonte perpétuel » mais son règne ne dura que 6 années, remplacé par son frère Nélée qui gouverna Athènes pendant 13 ans.

## Sources
- Hérodote, Histoires [détail des éditions] [lire en ligne] (I, 147 ; IX, 96).
- Pausanias, Description de la Grèce [détail des éditions] [lire en ligne] (I, 19, 5 ; I, 39, 4 ; VII, 2, 1 ; VII, 2, 8 ; VII, 2, 10 ; VII, 3, 3 ; VII, 3, 5-7).
- Strabon, Géographie [détail des éditions] [lire en ligne] (IX, 1, 7 ; XIV, 1, 3).
- (la) Justin, Epitoma Historiarum Philippicarum (II, 6, 19).

Justin  (trad. Marie-Pierre Arnaud-Lindet), « Abrégé des Histoires Philippiques : Livre 2 », sur Forum Romanum (version du 27 février 2024 sur Internet Archive)
- Lycurgue, « Plaidoyer contre Léocrate » (84-87).

## Note
1. 1 2 3  Mre L. Ellies Du Pin, Docteur de la Faculté de Paris & Professeur royal en philosophie, Bibliothèque Universelle des Historiens, Amsterdam, chez Zacharie Chastelain, 1708, p. 322
2. ↑  Marie-Nicolas Bouillet  et Alexis Chassang (dir.), « Codros » dans Dictionnaire universel d’histoire et de géographie, 1878 (lire sur Wikisource).